# 風早駅
風早駅（かざはやえき）は、広島県東広島市安芸津町風早にある、西日本旅客鉄道（JR西日本）呉線の駅である。駅番号はJR-Y22。

## 歴史
- 1935年（昭和10年）
  - 2月17日：鉄道省三呉線（現・呉線）竹原駅 - 三津内海駅（現・安浦駅）間延伸時に開設[3]。
  - 11月24日：三原駅 - 海田市駅間全通。線路名称改定に伴い、呉線所属となる。
- 1953年（昭和28年）5月26日：構内踏切を乗客が横断中、列車が接近していることに気付いた駅長が助けようとしたが、死亡する事故が発生[1][4]。
- 1956年（昭和31年）11月19日：当駅に停車していた急行「早鞆」廃止。
- 1960年（昭和35年）7月1日：貨物取扱廃止[2]。
- 1970年（昭和45年）10月1日：簡易委託駅化[5][6]。荷物扱い廃止[2]。
- 1978年（昭和53年）：駅舎改築[1]。
- 1987年（昭和62年）4月1日：国鉄分割民営化に伴い、西日本旅客鉄道（JR西日本）の駅となる[2]。
- 1995年（平成7年）10月1日：管轄が広島支社の直轄（呉管理駅）から三原地域鉄道部に変更[7]。
- 2006年（平成18年）3月18日：ダイヤ改正に伴い、臨時快速「瀬戸内マリンビュー」の停車駅となる。
- 2007年（平成19年）
  - 8月：ICOCA専用改札機（カードリーダー）設置。
  - 9月1日：ICカード「ICOCA」が利用可能となる。
- 2010年（平成22年）
  - 7月14日：平成22年梅雨前線豪雨に伴い呉線内で複数の土砂崩れが発生、三原駅 - 呉駅間が不通となる[8]。
  - 11月1日：竹原駅 - 安浦駅間運行再開[9]。
- 2011年（平成23年）3月12日：ダイヤ改正に伴い、臨時快速「瀬戸内マリンビュー」の通過駅に戻る[10]。
- 2016年（平成28年）
  - 6月22日：平成28年梅雨前線豪雨に伴い安登駅 - 安芸川尻駅間で土砂崩れが発生し、三原駅 - 広駅間が不通となる[11]。
  - 6月27日：三原駅 - 安浦駅間で運転再開[11]。
- 2018年（平成30年）
  - 6月1日：三原地域鉄道部廃止に伴い、三原駅の被管理駅となる[12]。
  - 7月5日：平成30年7月豪雨に伴い、不通となる[13]。
  - 12月15日：三原駅 - 安浦駅間復旧、営業再開[14]。

## 駅構造
相対式ホーム2面2線を有する列車交換可能な地上駅。呉方面行きホームに駅舎があり、反対側の三原方面行きホームへは跨線橋で連絡している。改札外に男女共用汲取り式便所が設置されている。
無人駅。ICOCAが利用可能である（相互利用可能ICカードはICOCAの項を参照）。ICカードは専用カードリーダーで処理する。また、自動券売機が駅舎内に設置されている。以前は、簡易委託駅であり、非電化時代は直営駅であった。

### のりば
| ホーム      | 路線 | 方向 | 行先           |
| ----------- | ---- | ---- | -------------- |
| 反対側（1） | 呉線 | 上り | 竹原・三原方面 |
| 駅舎側（2） | 呉線 | 下り | 呉・広島方面   |

付記事項
- 実際には上記ののりば番号標は無い。上記番号は列車運転指令上の番線番号である。

## 利用状況
近年の1日平均乗車人員の推移は以下の通り。特記の無いものは「統計でみる東広島」による。
| 年度                | 1日平均 乗車人員 |
| ------------------- | ---------------- |
| 1989年（平成 元年） | 720              |
| 1990年（平成02年）  |                  |
| 1991年（平成03年）  |                  |
| 1992年（平成04年）  | 724              |
| 1993年（平成05年）  |                  |
| 1994年（平成06年）  |                  |
| 1995年（平成07年）  |                  |
| 1996年（平成08年）  | 600              |
| 1997年（平成09年）  | 536              |
| 1998年（平成10年）  | 482              |
| 1999年（平成11年）  | 442              |
| 2000年（平成12年）  | 408              |
| 2001年（平成13年）  | 384              |
| 2002年（平成14年）  | 339              |
| 2003年（平成15年）  | 307              |
| 2004年（平成16年）  | 259              |
| 2005年（平成17年）  | 254              |
| 2006年（平成18年）  | 250              |
| 2007年（平成19年）  | 270              |
| 2008年（平成20年）  | 274              |
| 2009年（平成21年）  | 282              |
| 2010年（平成22年）  | 271              |
| 2011年（平成23年）  | 269              |
| 2012年（平成24年）  | 269              |
| 2013年（平成25年）  | 251              |
| 2014年（平成26年）  | 211              |
| 2015年（平成27年）  | 231              |
| 2016年（平成28年）  | 222              |
| 2017年（平成29年）  | 217              |
| 2018年（平成30年）  | 179              |
| 2019年（令和 元年） | 205              |
| 2020年（令和02年）  | 188              |
| 2021年（令和03年）  | 182              |
| 2022年（令和04年）  | 172              |
| 2023年（令和05年）  | 191              |

## 駅周辺
駅前には1953年に発生した事故の慰霊碑が建立されている。
- JAひろしま農産物直売所 ふれあい市安芸津店
- 広島県立豊田高等学校
- 安芸津市民グラウンド[18]
- 国道185号
- 広島県道206号風早停車場線

## 隣の駅
西日本旅客鉄道（JR西日本）
 呉線
安芸津駅 (JR-Y23) - 風早駅 (JR-Y22) - 安浦駅 (JR-Y21)